# Reina-Valera
A conhecida versão da Bíblia chamada como Reina-Valera que alcançou muita ampla difusão durante a Reforma protestante do Século XVI, representa a primeira tradução castelhana completa, direta e literal dos bíblicos textos em grego, hebraico e aramaico, e deve seu nome à suma de esforços de Casiodoro de Reina, seu autor principal, materializados na Bíblia do Urso (Basileia, Suíça, 1569), e de Cipriano de Valera, seu primeiro revisor, materializados na Bíblia do Cântaro (Amesterdão, Países Baixos, 1602). Ambos homens de letras sagradas eram monges católicos jerónimos do Convento de San Isidro del Campo que se haviam exilado de Espanha após terem sido perseguidos pela Inquisição devido a suas abertas simpatias com as ideias dos reformistas protestantes Lutero e Calvino.
As anteriores traduções ao castelhano, como as auspiciadas pelos monarcas castelhanos Afonso X, o Sábio e João II de Castela, não haviam contado com a maior difusão, em vista de que a pregação e leitura pública do texto bíblico se realizava até então em latim, seguindo a Vulgata de São Jerônimo, considerada a única versão canônica pela Igreja Católica. Sem dúvida, de acordo com a doutrina luterana de leitura direta da Bíblia como única fonte válida de doutrina e prática cristã, os reformistas empreenderam várias traduções às línguas vernáculas, entre elas, a própria Bíblia de Lutero, um das bases fundamentais do idioma alemão moderno.
A tradução de Reina-Valera, inspirada de perto na edição do Novo Testamento de 1556 de Juan Pérez de Pineda, que a sua vez se baseava nas traduções de 1543 de Francisco de Enzinas, levou doze anos a seus autores; em 1569 publicou em Basileia (Suíça) a primeira versão; o texto revisto e impresso em Amesterdão em 1602 foi a mais difundida das versões da Bíblia em espanhol durante séculos.
Quase ninguém sabe que as duas primeiras edições, de Casiodoro de Reina (1569), chamada a Bíblia do Urso, e de Cipriano de Valera (1602), chamada a Bíblia do Cântaro, contiveram todos os textos deuterocanónicos próprios das Bíblias católicas.
A tradução foi revista posteriormente pelas Sociedades Bíblicas Unidas em 1862, 1909, 1960 e 1995. Não foi senão nestas edições de 1960 e posteriores que foram omitidos os textos deuterocanónicos "católicos", os quais foram publicados nas duas primeiras edições originais também, de Reina (1569), e de Valera (1602). Alguns fiéis, por questões teológicas e de fidelidade textual, rejeitam as duas últimas revisões, usando de maneira preferente apenas as revisões de 1862 e de 1909.

## Reina-Valera em Português
A bíblia na versão Reina-Valera em Português 2009 (RVP-0910) é uma versão brasileira traduzida a partir da versão espanhola Reina-Valera, que foi bastante difundida durante a Reforma Protestante do Século XVI, sendo a primeira tradução castelhana completa.
O projeto da Reina-Valera em língua portuguesa teve início em 1999, com a formação de uma equipe composta de tradutores da língua espanhola, pessoas ligadas às áreas de linguística e literatura, e revisores, para efetuar a tradução diretamente do espanhol, com cotejamento das línguas originais e comparações com outras versões conceituadas.
A direção da tradução foi dividida em duas diretrizes, uma técnico-institucional, e outra línguística. A primeira esteve relacionada às necessidades técnicas da Sociedad Bíblica Intercontinental, a termo da Sociedade Bíblica Intercontinental do Brasil, e a segunda foi desenvolvida pela Unipro Editora, no âmbito linguístico e teológico.